# Paolo Giobbe
Paolo Giobbe (Roma, 10 gennaio 1880 – Roma, 14 agosto 1972) è stato un cardinale e arcivescovo cattolico italiano nominato da papa Giovanni XXIII.

## Biografia
Nacque a Roma il 10 gennaio 1880.
Svolse la carriera nella diplomazia vaticana: dal 1935 al 1958 fu internunzio all'Aja.
Papa Giovanni XXIII lo elevò al rango di cardinale nel concistoro del 15 dicembre 1958.
Fu cardinalis patronus del Sovrano Militare Ordine di Malta.
Partecipò al Concilio Vaticano II e fu vicepresidente della Commissione liturgica.
Morì il 14 agosto 1972 all'età di 92 anni. Dopo le esequie, la salma venne tumulata nel sacello di Propaganda Fide nel cimitero del Verano.

## Genealogia episcopale e successione apostolica
La genealogia episcopale è:
- Cardinale Scipione Rebiba
- Cardinale Giulio Antonio Santori
- Cardinale Girolamo Bernerio, O.P.
- Arcivescovo Galeazzo Sanvitale
- Cardinale Ludovico Ludovisi
- Cardinale Luigi Caetani
- Cardinale Ulderico Carpegna
- Cardinale Paluzzo Paluzzi Altieri degli Albertoni
- Papa Benedetto XIII
- Papa Benedetto XIV
- Papa Clemente XIII
- Cardinale Marcantonio Colonna
- Cardinale Giacinto Sigismondo Gerdil, B.
- Cardinale Giulio Maria della Somaglia
- Cardinale Carlo Odescalchi, S.I.
- Vescovo Eugène de Mazenod, O.M.I.
- Cardinale Joseph Hippolyte Guibert, O.M.I.
- Cardinale François-Marie-Benjamin Richard de la Vergne
- Cardinale Pietro Gasparri
- Cardinale Paolo Giobbe

La successione apostolica è:
- Vescovo Luis Adriano Díaz Melo (1927)
- Vescovo Miguel Gaspar Monconill y Viladot, O.F.M.Cap. (1930)
- Vescovo Hipólito Leopoldo Agudelo (1931)
- Cardinale Crisanto Luque Sánchez (1931)
- Vescovo Joaquín Bienvenido Alcaide y Bueso, O.F.M.Cap. (1932)
- Arcivescovo Juan Manuel González Arbeláez (1933)
- Vescovo Luis Calixto Leiva Charry (1934)
- Arcivescovo Diego María Gómez Tamayo (1934)
- Vescovo Pablo Alegría Iriarte, O.A.R. (1934)
- Arcivescovo Johannes Petrus Huibers (1936)
- Cardinale Bernard Jan Alfrink (1951)
- Vescovo José Gabriel Calderón Contreras (1959)